# フレデリカ・ブレーメル
フレデリカ・ブレーメル（スウェーデン語：Fredrika Bremer、スウェーデン語：( 音声ファイル)、1801年8月17日 - 1865年12月31日）は、スウェーデンの作家、女性運動家、動物保護活動家、慈善活動家である。 
フレデリカ・ブレーメルは、スウェーデンの女性解放運動の先駆者と見做され、作家としては写実主義的な小説を執筆した。小説『ハルタ（Hertha）』は、世間に議論を引き起こし、1858年に立法議会は未婚女性が成年者と認められるための申請を行う権利を認めた。（既婚女性は1921年の法令により成年者となった。）彼女は国際的にも注目を集め、著作はヨーロッパ全体で出版された。1884年には、スウェーデンの女性団体、フレデリカ・ブレーメル協会（Fredrika Bremer Förbundet)が設立された。

## 生涯

### 出生と若年期
フレデリカ・ブレーメルの一族はブレーメン出身である。商人のイサック・ブレーメル（Isac Bremer, 1683 - 1713）はヴェステロースに移住し、アンナ・ハルト（Anna Hult、1687 - ?）と結婚した。彼らの息子ヤコブ・ブレーメル（Jacob Bremer、1711 - 1785）はフィンランドに引っ越し、オーボで船主となった。２度目の結婚相手ウルリカ・フレデリカ・サロニウス（Ulrika Fredrika Salonius、1746-1798）との間には、息子のカール・フレドリック（Carl Fredric）が生まれた。商人のカール・フレドリック・ブレーメル（Karl Fredric Bremer、1770 - 1830）と妻ビルギッタ・シャルロッタ・ホルストルーム（Birgitta Charlotta Hollström、1777 - 1855）は7人の子供を授かり、その2番目がフレデリカであった。 
1805年、一家はストックホルムに引っ越した。父親はフィンランドの最も成功を収めた商人の一人で、家庭は裕福であった。首都にある屋敷（後のオーシュタ城）を購入し、その屋敷の修繕工事期間は他に所有していたウスモ教区にあるニーネスの屋敷で過ごしていた。 
母親はフランス式のしつけを行う貴婦人で、フレデリカが8歳の時にはフランス語の詩を詠み始めていた。毎朝フレデリカと姉妹は、母親に膝を曲げ手にキスをして挨拶をし、優美であるため食事は少なく摂らなければならなかったなど、高貴な家柄の元へ嫁がせるために母親のしつけは厳格なものであった。この時代の未婚女性は成年者と認められておらず、彼らが自身の仕事で自立することは社会からの孤立を意味した。フレデリカが両親を満足させれることは稀で、母親の前では自身を醜いものだと感じていた。 
1821年、ブレーメルは家族とお手伝いと共に、バルト海南のヨーロッパ地域へグランドツアーを行った。一家はドイツ、スイス、フランス、オランダを訪れ、中でも特にパリに長く滞在し、彼女はその都市の社会活動などに関する知見を得た。1823年にはストックホルムに戻り、刺繍や談話、詩を詠むこと、若い淑女がするべきことに時を費やした。「灰色の襟首に刺繍をするけれど、一向に終わらずもう疲れました。生きることについても。」と自身の日記に記した。 
執筆以外にも自然を学び、絵を描くことや、糸を紡ぐことに安心や喜びを見出し、特に社会的弱者を助ける活動も行っていた。 

### オーシュタとノルウェーのトンブにて
ブレーメルは1820年代、特に1830年に父親が亡くなった後、説教でウステルハーニンゲ地区に住む多くの貧困者や病人の人生をより良いものとすることに力を入れた。そして彼女は芸術的、文学的技量を高め、三部作『日常生活のスケッチ（teckningar utur vardagslifvet）』の執筆を始めた。この小説はイギリスの書簡体小説、ジェレミ・ベンサムの功利主義、新プラトン主義、フレードリヒ・フォン・シラー、ヨハン・ゴットフリート・ヘルダーの影響のもと生まれた。『家族H（familjen H）』に見られる描写など自身の経験を基にした著書で、彼女は広く認知されることとなった。彼女が霊的思考力を向上させたのは、1831年にブレーメルが通っていたクリシャンスタードの初等学校で校長であるパール・ヨーハン・ブークリン（Per Johan Böklin）とペンフレンドとして宗教や倫理に関する問題について意見交換をしていた時であった。彼らの文通はクラーラ・ヨハンソン（Klara Johansson）とエレン・クレメン（Ellen Kleman）が発行した『フレデリカ・ブレーメルの手紙（Fredrikas Bremers brev 1-4 ）』（1915 – 20）に見ることができる。
スウェーデン貴族の息子で、後にカール15世の侍従になったフリッツ・フォン・ダルデル（Fritz Ludvig von Dardel、1817-1901）の1910年代に出版された日記『思い出 (Minnen）』の中に1833年にブレーメルと出会った記述があり、「彼女は「外見は小さく、醜く、少し可笑しな様であるが、穏やかで心地の良い声を持っており、感じの良い話し方をする。しかし、彼女はかなり厄介な問題を持ち出すことがある−　私が信心深いのか、突拍子もなしに突き止めたがったのだ。」と書いている。ブレーメルが知識を深めることで社会的に低い身分からの脱却、更にはその有様を変えようとしていたこと対して、フリッツは恐れを抱き始めていることが明らかである。 
長期間彼女はノルウェーのトンブで伯爵夫人のスティーナ・ソンメルヒエルム（Stina Sommerhielm）の元に住んでいた。そこで自身の有名な著作の一つ；小説『隣人（Grannarne）』（1837)を執筆した。彼女の他の散文と同様に、一部で彼女の期待も含まれたような自身の経験が見られる。この小説の執筆時にはゲーテを研究していて、次作の小説『家（Hemmet）』(1839)もゲーテに感化されたものである。この著書で最も顕著に表れているのは、姉妹の間柄である。特に未婚女性に対するもので、個人の理想ではなく共同体の重要性に焦点を当てている。多くの小説は、女性の語り手や女性の主人公とその父親との関係、家族を主な題材として描かれている。

### 1840年から1854年
1830年代、ブレーメルはスウェーデンの代表的な小説家としての地位を築き、1840年頃にはドイツ語と英語への翻訳によって国際的にも有名となった。彼女は莫大な収入を得ていたが、他の女性と同じく成年者として認められていなかった。そこでブレーメルは成年者と認められるために王に申し出ることを決意した。1840年12月14日に彼女の申し出は閣議とカール14世ヨハンによって受諾され、遂に彼女は成年者として認められた。
1842年、彼女は初めて純文学以外の作品で、現在の議論における宗教的メッセージ性の強い文書『朝のひととき（Morgon-väckter）』を執筆した。ストックホルムでは慈善活動を続け、上位中流階級で聡明な者たちと交流することで孤立感をなくしていた。
アレクシ・ド・トクヴィルのアメリカの記述を読了し、ブレーメルは1849年にアメリカに渡って1851年11月まで滞在し、更に西インド諸島やキューバを訪れた。彼女の経験は日記の覚書や姉妹のアガセ（Agathe）への手紙に記されており、ルポタージュ『新世界の家（Hemmen i den nya världen）』（1853 - 54）が執筆された。アメリカでは慈善活動団体についての知識をより深め、1854年にタイムズで印刷された構想文書を介し、イングランドで世界平和のプロジェクトを始めようとした。当時、彼女は自身のイデオロギーを「キリスト教社会主義」と呼び、競争原理の考えはキリスト教における説教と相反するとした 。しかしながら、彼女はキリスト教の社会自由主義だと解釈されることが多い 。
1851年にアメリカではブレーメルにちなんで、アイオワ州のブレマー郡と名付けられた。名前は彼女を称賛した州知事ステフェン・ヘンプステッド（Stephen Hempstead）が提案したものである。

### 小説『ハルタ（Hertha）』
1856年、フレデリカ・ブレーメルはメッセージ性の強い小説（idéromanen）『ハルタ（Hertha）』、副題『魂の物語（En själs historia）、現実生活のスケッチ（teckning ur det verkliga livet）』を発行した。これは、女性が成年者と認められる重要性を扱った作品。主人公ハルタ（Hertha）は両親に反抗し、契約結婚から逃れようとする人物である。1926年には文学を専門とする教授のスベーケル・エーク（Sverker Ek）がこの小説を偏向的なものと称している。この小説は、感情の欠落が見られるが勇気を表すものでもあり、それが彼女の人気へと繋がったと発言している。例えば、ヘドヴィグ・シャルロッタ・ノルデンフリシュト（Hedvig Charlotta Nordenflycht）には既にフェミニズムに関する言い回しがあったが、フェミニストの間でこの小説を通して、ブレーメルは多大なる称賛を受け、スウェーデンの女性解放運動の創始者と呼ばれることも多い。 
この小説はいわゆるハルタ議論（Herthadiskussionen）と称される論争を引き起こし、1858年に立法機関は未婚女性は25歳時に成年者と認められるための申請を行う権利の取得を決定した。その後、1861年に『ハルタ（Hertha）』で提案された”大学（högskola）”に類似した女性教員養成学校（Högre lärarinneseminariet）が開かれ、この小説に影響されてソフィー・アドレルスパッレ（Sophie Adlersparre）は1859年に『家の評論誌（Tidskrift för hemmet）』の基盤を築いた。

### 「巡礼」と晩年
『ハルタ（Hertha）』の発行後、ブレーメルは南ヨーロッパ、初めにスイス、ギリシャ、イタリア、フランス、オリエントへと移った。このことについて、『古い世界の生活（Lifvet i gamla världen）』（1860 - 1862）に描かれている。
ブレーメルは特に様々な教会を研究した。その頃、ブレーメルは全ての信仰者が迎えられる未来の教会を設立する考えを持っていた。彼女はこれを「最も批判的な見地（den högsta kritiska ståndpunkten）」と呼び、実際には多くの宗教と道徳体系を一致させることができるということを意図した。彼女は進歩的な考えをしているが、ある場面では古い考え方にとらわれていた。オーサ・モーバリ（Åsa Moberg）はブレーメルの意見をその時代の植民地主義や説教に通じるものとして、ブレーメルは厳しい批判を受けたとされる 。
1861年にブレーメルはスウェーデンに帰郷した。晩年は、王国議会の改革についての長期的な議論に参加するなどし、後の1866年に効力を発する二院制が開始された。短い闘病生活の後、1865年の大晦日にオーシュタ城の小部屋で息を引き取った。彼女の遺産は未発行のものも含まれ、姉妹のシャルロッテ・クイディング（Charlotte Quiding）によって受け継がれた。彼女は選別した一部を発行したが、多くを処分し、残りをスウェーデン国立図書館に寄贈した。フレデリカ・ブレーメルはハーニンゲコミューンにあるウステルハーニンゲ教会の家族墓に埋葬されている。

## 没後

雑誌『ハルタ（Hertha)』

1884年、ソフィー・アドレルスパッレ（Sophie Adlersparre）によってフレデリカ・ブレーメル協会(Fredrika Bremer Förbundet)が設立された。 これは、スウェーデンの最も古い女性団体の一つである。1914年から協会は雑誌『ハルタ（Hertha）』を刊行している。（以前は雑誌『ダグニー（Dagny）』を刊行していた。）
1970年代には、フレデリカ・ブレーメルにまた関心が高まった。彼女の人生、考え、行動を研究した多くの者の中で、特にセルマ・ラーゲルレーヴ、クラーラ・ヨハンソン（Klara Johanson）、エーリン・ウェグネル（Elin Wägner）、ステューレ・リンネ（Sture Linnér）、ヘンリック・シュック（Henrik Schück）、アグネータ・プレイイェル(Agneta Pleijel)やカリーナ・ブルマン（Carina Burman）が挙げられる。

## 受賞歴
- 1931年、『日常生活のスケッチ（Teckningar ur vardagslivet）』の作品でスウェーデン・アカデミーより金賞を受賞。